# 佐藤まさみ (声優)
佐藤 まさみ（さとう まさみ、1月10日 - ）は、日本の女性声優。以前はオフィスCHKに所属していた。東京都出身。

## 出演作品

### ゲーム
- キミの勇者（リュネート）
- 対戦ホットギミック 未来永劫（みらいへゴー）
- どきどき魔女神判!（赤井まほ）
- どきどき魔女神判2（赤井まほ、穂真あかり、紫仔ゆかり）
- どき魔女ぷらす（赤井まほ）

### 吹き替え
- 夢見る頃を過ぎても

### ナレーション
- 日本語ジャーナル

### ラジオ
- ラジオ魔女神判どきどきの放課後

### 舞台
- 赤ずきんちゃん（赤ずきん）
- おぼろ忍法帳
- 神様が悩む時
- 南総里見八犬伝（伏姫）
- 不思議の国のアリス（アリス）
- ベニスの商人（ポーシャ）